# Сумер
Сумер (или Сумерија) је најстарија позната цивилизација у историјској регији јужне Месопотамије, данашњег јужног Ирака, током Енеолита и раног бронзаног доба, и вероватно прва цивилизација на свету заједно са старим Египтом и цивилизацијом долине Инда. Живећи дуж долина Тигриса и Еуфрата, сумерски земљорадници су могли да узгајају у изобиљу житарице и друге усеве, чији вишак им је омогућио да се населе на једном месту. Прото писање у праисторији датира уназад до око 3000. п. н. е. Најранији текстови потичу из градова Урука и Џемдет Насра из периода око 3300 п. н. е; рано писање клинастим писмом се појавило око 3000 п. н е.
Модерни историчари сматрају да су Сумер првобитно перманентно населили између c. 5500 и 4000. п. н. е. западноазијски народи који су говорили сумерски језик (на шта указу имена градова, река, основних занимања итд., као доказ), који су аглутинативни језички изолат. Ови претпостављени, праисторијски људи се сада зову „прото-Еуфратијанци” или „Убаидијци”, и сматра се да су еволуирали из Самарске културе северне Месопотамије. Модерни научници сматрају да су Убаидијци (мада их никад нису поменули сами Сумерци) били прва цивилизациона сила у Сумеру, која је дренирала мочваре ради пољопривреде, развила трговину и успоставила занате, укључујући ткање, обраду коже, металургију, зидарство и израду керамичких плочица.
Неки научници оспоравају идеју прото-еуфратног језика или једног супстратног језика; они сматрају да је сумерски језик оригинално био језик ловаца и риболоваца који су живели у мочварном појасу и источно арабијском обалском региону и који су били део арабијске бифацијалне културе. Поуздани историјски записи почињу много касније; нема записа било које врсте у Сумеру који су старији од доба Енмебарагесија (c. 26. век п. н. е). Јурис Заринс сматра да су Сумерци живели дуж обале источне Арабије, данашњег региона Персијског залива, пре него што је био поплављен на крају последњег леденог периода.
Сумерска цивилизација се формирала током Уручког периода (4. миленијум п. н. е), настављајући у периоде Џемдет Насра и раних династија. Током 3. миленијума п. н. е, развила се блиска културна симбиоза између Сумераца, који су говорили језички изолат, и народа који су користили акадски језик, што укључује широко распрострањен билингуализам. Утицај сумерског на акадски (и vice versa) је евидентан у свим областима, од лексичког позајмљивања на масивној скали, до синтаксне, морфолошке, и фонолошке конвергенције. Ово је подстакло научнике да називају сумерски и акадски у 3. миленијуму п. н. е. језичким савезом. Сумер су покорили краљеви Акадског царства који су говорили семитске језике око 2270. п. н. е. (кратка хронологија), али се сумерски задржао као свети језик.
Изворна сумерска владавина поновно се појавила око једног века током треће династија Ура приближно око 2100–2000 п. н. е, али је акадски језик исто тако остао у употреби. Сумерски град Ериду, на обали Персијског залива, се сматра да је био први град на свету, где су се стопиле три засебне културе: она сеоских Убаидских земљорадника, који су живели у колибама од земљаних цигли и практиковали наводњавање; култура покретних номадских семитских сточара који су живели у црним шаторима и пратили стада оваца и коза; и она рибара, који су живели у колибама у мочварама, који су можда били преци Сумераца.

## Друштвено уређење
Сумер је био робовласничка држава. У најранијој прошлости није било владара, већ су градовима владали првосвештеници. Како се држава развијала, из редова првосвештенства бирани су краљеви. Улога краља била је да води војску у бој, да тера народ да поштује ред и закон, да се градови одржавају итд. Краљ је често имао помоћ свештеника и чиновника. Народ је био подељен на три сталежа. Најнижи чинили су робови који су обично служили у богатим породицама, радили у домаћинству, чистили улице итд. Робови су најчешће били заробљени непријатељски војници. Средњи слој чинили су трговци, земљорадници и занатлије. Трговци и земљорадници су трговали са другим народима, снабдевали град разним сировинама итд. Занатлије су имале улогу улепшавање града. Пронађени су разни кипови, капије, намештај, грађевине и оружје. Највиши слој у Сумеру заузимало је свештенство, чиновници и војска. Највише од свих ценило се свештенство. Они су сматрани божјим слугама и њихова је улога била да угађају боговима и да се потруде да се угађа боговима. Такође, свештеници су учили људе у својим храмовима, пресуђивали у споровима итд.

## Привреда
Како је предео где су се населили веома плодан, развили су пољопривреду. Били су и добри градитељи. Сумерци су пронашли опеку. Зидали су веће куће, неке чак два спрата високе. Изумели су грнчарски точак и правили посуђе. Знали су да вајају и да обрађују неке метале. Због развијене привреде често су трговали са осталим народима. Сумерци су имали своје писмо, названо клинасто. Још око 3500. п. н. е. они су цртали пиктограме на таблицама од иловаче. Ове таблице би се онда пекле и постале скоро неуништиве. Много оваквих таблица откопано је у граду Ур. Писмо Сумераца имало је 600 симбола.

## Писменост и књижевност
Једна од најкрупнијих културних тековина сумерског народа био је проналазак писма, које се појављује у доба Урука, већ почетком 4. миленијума п. н. е. Као и сви други системи писама, који су се самостално појавили код других старих народа, и сумерско писмо првобитно је поникло од цртежа; притом су поједини сликовни знаци служили за ознаку очигледно приказаних речи.
Али то примитивно сликовно писмо није пружало могућност да се помоћу најстаријих знакова – цртежа видљивих предмета и појава приказују сложене представе и апстрактни појмови. Зато, ако је неко хтео да напише такве речи, писар је морао да спаја неколико различитих знакова. Тако, на пример, да би написао реч плакати, морао је да споји знакове око и вода. Реч киша могла се написати комбиновањем знакова звезда и вода. Само се по себи разуме да је такво писмо било сложено, гломазно и неподесно. Компликовање језика и појава великог броја разноврсних речи и граматичких облика захтевали су упрошћење система писма. У вези са тим ликовни принцип, који лежи у основи старог сликовног писма (пиктографије), постепено се замењује принципом преношења помоћу писмених знакова – гласовне стране речи (фонема). Тако се већ у сумерском писму појављује велики број слоговних знакова и неколико алфабетских знакова, који служе за ознаку гласова. Иако у сумерском и у познијем вавилонско-асирском писму на првом месту стоје слоговни знаци, ипак су се поред њих сачували у виде реликата и стари ликовни идеограми, што јасно илуструје стагнантност културе старог Истока. Тако се испред назива планине, написаног обичним слоговним знацима, стављао сликовни знак „ планина, што је имало да указује на то да је дати назив – назив за планину.
Услови живота, потреба за брзим писањем докумената – довели су још у дубокој старини до упрошћења тога најстаријег сликовног писма Сумераца. Тако, уместо читавог предмета, почели су цртати само његов најкарактеристичнији део, постепено претварајући цртеж у линеарну шему. Током времена потреба за применом брзог писма, у вези са посебним начином цртања знакова на глиненим таблицама – доводи до још веће шематизације знакова писма и до формирања система клинастог писма. Знаци који се утискују на мекој глини губе свој ранији сликовни лик и током времена добијају облик разних комбинација вертикалних, хоризонталних и косих клинова.
Сумерско клинасто писмо, заједно са основним елементима сумерске културе, преузели су Вавилонци, а затим се то писмо, захваљујући широком развитку вавилонске трговине и културе, распрострло по читавој Блиски исток. Клинастим писмом служили су се у старом Акаду, у Асирији, хетитској држави, у Урарту, у Сирији и старој Персији. Средином II миленијума пре нове ере клинасто писмо је постало међународни диплматски систем писма. Њим су се служили чак и египатски фараони, који су водили велику преписку са царевима Предње Азије и са кнежевима Сирије и Феникије.
Сумерско писмо преузела су семитска племена која су настањивала средњи и северни део Међуречја, тј. земљу Акад, вавилонску државу и Асирију. Сасвим је природно да су Семити прилагодили сумерско клинасто писмо особинама свог језика; притом су поједини знаци клинастог писма добили ново гласовно значење. То је довело до тога да је клинасто писмо постало полифонски систем писма тј. да су поједине групе клинова имале истовремено различито гласовно значење, служећи за ознаку низа разних слогова. Тек у знатно каснија времена, у вези са развитком трговине, најпре у северној Феникији, средином 2. миленијума п. н. е., а затим у Персији, средином 1. миленијума п. н. е., клинасто писмо је стекло простији фонетски облик, постепено се претворивши у један од најстаријих нама познатих алфабета.
Књижевно стварање поникло је у старој Месопотамији у дубокој старини, у 4. миленијуму п. н. е., о чему сведоче фрагменти књижевних дела нађених у архивама најстаријих сумерских градова. Сумерска књижевност, сумерско клинасто писмо и читава сумерска култура у целини извршили су снажан утицај на асирско-вавилонску књижевност. Многобројна књижевна дела поникла у сумерско доба преведена су касније на вавилонски и асирски језик и мало измењеном облику сачувала се до позног времена.
Религијско-магијски назори владали су свешћу људи тога времена. Зато је сасвим природно што је религија као основни облик идеологије морала собом скроз наскроз прожимати читаву књижевност. Већина књижевних дела само је уметничко уобличење религијских митова, легенди, догми и идеја. Та књижевна дела служила су циљевима верске поуке, објашњавајући људима законе и појаве у природи, тајне бића, смрти, космоса и људског живота. Химне, молитве, псалме и басне, заодевени у уметничку форму, служили су циљевима верског култа, певани су или изговарани по храмовима приликом вршења религијских и магијских обреда.
Верски карактер сумерско-вавилонске књижевности у знатној је мери унапред одредио њен традиционални карактер. Религија је придавала посебан ауторитет делима која своје порекло воде из дубоке старине; она су махом приписивана старим мудрацима или чак откровењу самих богова. Зато се готово неколико деценија књижевно стварање после сумерске епохе сводило углавном на понављање или ново издавање старих традиционалних идеја, на препеве старих исконских митова и само на извесно њихово прилагођавање потребама датог момента.
Најдубља врела сумерско-вавилонске књижевности воде своје порекло од усменог народног стварања, чији су се обрасци сачували нажалост само у незнатном броју. Међу њих спадају афоризми животне мудрости, заодевени у облик пословица, на пример: 'Ти пошао и присвојио поље свога пријатеља, а за то време дошао твој непријатељ и присвојио твоје поље' (ко другоме јаму копа, сам у њу упада). Такве су и народне радне песме, које су служиле за ритмичку пратњу разних процеса рада, на пример песма млинара: 'Звезда земљорадника (која се појавила на небу) упрегла је на шиви плуг да се сеје жито.'
У каснијим текстовима сачували су се одломци из песама пекара и кувара. Они такође воде порекло од старих образаца народног стварања.
Од усменог народног стварања воде порекло и еп о зверима, и својеврсне басне, у којима су се сачувале старе представе везане за тотемизам. Такав је 'Дијалог између коња и бика', који се препиру између себе око одлика свога соја, басна 'О лисици', коју оптужују на суду пред врховним богом Шамашем, прича 'О орлу и змији' и др. Важно место у вавилонској књижевности заузимао је еп, чији су се обрасци у великој количини сачували све до наших дана. Велики епски спевови који причају о животу и подвизима богова и хероја састављени су још у дубокој старини из појединих делова, углавном из химни у част појединих богова, које су имале за циљ да величају датог бога, његов храм и његово свештенство, на пример бога Мардука, покровитеља Вавилона и вавилонског цара.

## Митови Месопотамије

### Мит о стварању света
Та мисао о величању локалног бога узета је за основу у Вавилонији широко распрострањеног епског дела, које је по речима којима почиње носило наслов 'Енума елиш' ('Када је горе'). Поједини делови тог епског спева, који описује стварање света и вечну борбу бога стварања са принципом хаоса, поникли су још у сумерско доба, али је читав спев као целина састављен можда у доба Хамурабија, када је Вавилон постао престоница огромног вавилонског царства и када је вавилонско свештенство почело да приказује вавилонског бога Мардука као врховног бога, творца читаве васељене.
У основи тог спева лежи космогонијска мисао о томе како бог пролећног сунца и његове стваралачке светске снаге – Мардук, принцип реда, светлости и добра, побеђује мрачне силе злог хаоса – чудовиште Тиамат, и из њеног тела ствара цео свет.
Господар се заустави, посматрајући њен леш,
Он расече труп, замисливши премудру ствар.
Као шкољку, подели је он на две половине.
Једну половину уздигао је да буде небески кров.
Он стави резе и постави страже пред њима,
И заповеди им да чувају планинске воде.
У легенди прича се даље о томе како је бог-творац расподелио на небу сазвежђа и утврдио њихов ток, и најзад, како је бог створио човека, чији је позив – 'старање о боговима'. Последњи део спева садржи химну Мардуку – врховном богу Вавилона, коме су сви богови предали врховну небеску власт.
Овај стари мит о стварању света био је веома распрострањен по читавој Вавилонији. Поједине варијанте и епизоде тог мита сачувале су се у разним фрагментима, на које се понекад наилази чак и у астролошким делима и баснама против зубобоље. Читав мит у потпуности је преузет у асирско доба. Његови одјеци сачували су се у библијској и античкој књижевности.

### Спев о Агушаји
Истој епохи процвата вавилонске културе под Хамурабијем припада по свој прилици и спев о богињи Агушаји у којем се описује супарништво између страшне богиње рата Иштар и богиње Салту. На молбу Агушаје бог мудрости Еа мири завађене богиње, али једино под тим условом да људи дознаду за нову богињу Салту, да у њену част подигну храмове и приносе јој жртве, и да убудуће људи чувају сећање на њу. Спев се завршава похвалом трију ратничких богиња, између којих не треба да се нарушава постигнути споразум. У том спеву нашла је одраза борба између свештенства и култова трију богиња и покушај централизације култова, који се изразио у измирењу и чак готово идентификацији трију богиња истог типа.

### Еп о Гилгамешу
Једно од најбољих дела вавилонске књижевности јесте 'Еп о Гилгамешу', у коме се са великом уметничком снагом поставља вечито питање о смислу живота и неизбежности човечије смрти, па макар то био и прослављени херој.

### Спев о Адапи
Иста мисао о вечном животу, иста човекова тежња ка бесмртности прожима собом и спев о Адапи, у коме се прича о томе како је идеални, премудри човек, свештеник и владар Адапа, син бога мудрости Еа, једном сломио крила јужном ветру и зато био позван на суд од врховног бога Ану. Слушајући савет свог оца, Адапа побеђује сажаљење богова према себи и изазива код врховног бога расположење у своју корист, али у исто време одбија да прими храну вечног живота и напитак бесмртности. Тако Адапа из своје претеране опрезности не добија бесмртност, коју су му богови унапред били припремили.

### Спев о Етани
Исте такве моралне и делом религијско-филозофске тенденције прожимају собом и легенде о Етани, у коме се прича о пријатељству орла са змијом, о вероломству орла, свирепој освети змије и покушају Етане да се на орловим крилима вине у небо, да тамо прибави „траву рођења“ и знаке врховне царске власти. Овај се спев, као и спев о Гилгамешу, састоји из неколико самосталних делова. Поучна басна из циклуса животињског епа, који води порекло од старинских облика народног стварања. Преплиће се са религијском легендом о томе како су знаци обоготвореног цара
Скиптар и тиара, диадема и жезло власти,
Смештени испред Ану на небу.
и да чак ни јунак Етана не може да их стекне, јер се царска власт не може добити помоћу вероломног и неразумног орла. Дакле у том спеву спроводи се мисао како царска власт води своје порекло са неба и освећена је од богова. У томе је јасно видљива свештеничка пропаганда, која настоји да уз помоћ религијске литературе и ликовне уметности образложи и оправда власт и самим ти учврсти класни робовласнички поредак.

### Катабаза (силазак) богиње Иштар
Истом вечитом мишљу о животу и смрти прожет је и спев о силаску богиње Иштар у загробни свет. Настојећи да нађе смисао смењивања годишњих доба, да схвати узрок смрти и васкрсења природе сваке године, становници старе Месопотамије створили су мит о смрти и васкрсењу бога природе Тамузе, кога васкрсава за нов живот његова другарица богиња Иштар. У песничкој легенди прича се о томе како Иштар после Тамузове смрти силази у подземни свет остављајући код сваког од чувара седморо врата један од својих украса. Заточени у загробном свету богови – Тамуза и Иштар – заустављају читав процес живота на земљи, што нагони богове да ослободе из подземног света богове природе Тамуза и Иштар. Спев се завршава описом празника васкрсења бога природе који умире и поново васкрсава.
У дане Тамузе свирајте на азурној фрули,
Ударајте у колутове од корналина.
Свирајте и ви са њима нарикаче,
Да би мртви устали, опијени пријатним кадовима.
Овај спев стајао је у тесној вези са религијском драмом, које је приказивала смрт и васкрсење бога Тамуза и која је извођена по храмовима о празницима тога бога васкрсле природе.

## Религија
У она стара времена када су се на територији Месопотамије појавила прва насеља стално настањених земљорадничких племена, религија Сумера и Акада сводила се на примитивни фетишизам. Даљи развитак религије довео је појаве култа природе. Ниски ниво материјалне културе и технике стављао је човека у јаку зависност од околне природе и њених стихија. Осећајући своју немоћ у борби са природом, стари становници Месопотамије гледали су са страхом на ужасну стихију разбеснеле воде, која је плавила сву низију у периоду изливања Тигра и Еуфрата. Дивље звери из пустиње уливале су страх у човекову душу. Видећи у страшним појавама природе деловање моћних и натприродних бића, стари становници Месопотамије обожавали су природу у разним њеним формама и манифестацијама. Немајући могућност да рационално објасне законе који владају у природи и који доводе до смењивања годишњих доба, немајући могућност да нађу смисао тајни живота и смрти човека и природе, примитивни људи стварали су фантастичне легенде, у којима се живот природе одражавао као живот натприродних и моћних духова и богова, чији су ликови и радње приказивани према лику и обличју смртних људи. Још у дубокој старини у јужној Месопотамији појавила се чисто религијска представа о исконским божанствима првородне страшне стихије, страшног воденог хаоса Апсу и Тиамат. Али када се са развитком земљорадничке привреде јавља потреба за организацијом велике мреже вештачког наводњавања, када пораст производних снага дозвољава да се створе први иригациони уређаји, људи већ почињу да стичу свест о благодатној вези водене стихије, која наводњава поља и ствара основицу људског благостања. У вези са тим јавља се представа о добром и благодатном божанству воде, богу мудрости Еа, који је научио људе свим занатима, вештинама и знању. У води су стари Сумери видели првородну божанску стихију, у којој су се, по њиховој представи, крили корени почетка живота. У миту о стварању света прича се:
```
када горе небо још није добило своје име,

ни доле земља још није добила своје име,
када су само Апсу, првобитни, који је њу створио,
и Муму Тиамат, која је земљу и небо у њиховој укупности створила,
своје воде уједно мешали...
```

Отуда је и стари бог производних снага природе, Тамуз, сматран богом воде и називан 'истинским сином водене дубине', притом је његов култ као 'сина и лика бога Еа' био тесно везан са култом великог бога воде. Те верске представе нашле су свог одраза и у уметности. На једном сумерском печату представљен је бог Еа како седи на престолу и држи у рукама посуду. Из посуде теку два млаза воде, из којих излази мала фигура бога Тамуза. Тај стари култ воде раширио се и у Акаду. У Ешнуни су као божанства воде поштовани бог Ниназу (који познаје воду) и бог ритуалног прања по имену Тишпак.
Далеку реминисценцију на стару домовину Сумера, источну планинску земљу, представља обожавање планина, од чега су се остаци сачували у многим религиозним веровањима. Тако се врховни бог земље Енлил назива 'великом планином'. Тај бог живи на 'високој планини', која досеже до неба и спаја небо са земљом. Храм Енлила у Нипуру носи назив 'дом Планине' (Е-кур). Племена старе Месопотамије нису обожавала само основне стихије, силе и појаве у природи, него такође и биљке и животиње којима су била окружена. У митологији и религиозној уметности фигурирају свето 'дрво живота' и 'дрво истине', које штите богови Тамуз и Нингишзида. Тамуза су назвали 'господарем вегетације земаља'. Богиња Иштар често се приказивала у виду жене из чијег тела израстају гране. Предмет посебног поштовања биле су урмине палме, које су имале огроман значај у привредном животу старе Месопотамије. У религији Сумера и Акада сачувало се и много реликата старог обожавања животиња. Тако је старосумерски бог Нанар, кога су поштовали у Уру, називан 'моћним биком Ану'; исто је тако и бог Нергал, цар подземног света, представљен у виду страшне животиње:
```
„ Он има бичји рог; на леђима носи читав жбун косе; он има лице човека, образе... и крила;... он има тело лава, које стоји на четири ноге.
```

Бог пучине Еа представљен је са рибљим репом или рибом на леђима, а Мардук – бог олује и врховни државни бог Вавилона – приказиван у виду фантастичног грифона, пола змије, пола птице грабљивице. О постојању обожавања звери у дубокој старини, у вези са тотемизмом, сведоче имена старих царева Киша, као што су Јагње и Шкорпија. Али је посебно широку распрострањеност стекло у старој Месопотамији обожавање неба и небеских тела. Управо зато сматран је за врховног бога старосумерски бог неба Ану, који је као 'отац' и 'цар богова' живео на трећем, највишем делу неба, одакле је владао светом седећи на свом небеском престолу. Њему се као најмоћнијем богу, обраћају за помоћ сви богови, преплашени побеснелим водама светског потопа. Видно место међу свим осталим боговима заузимали су бог месеца Син и његов син – бог сунца Бабар (вавилонски бог Шамаш). Бабар-Шамаш је у исто време персонификовао страшну и сушну силу сунчеве жеге и благодатну животворну снагу сунчевих зрака, 'који оживљују смртно болесног и ослобађају везаног'. За тај лик животворног соларног бога везан је лик бога васкрсле природе и њених продуктивних снага – Тамуза, који се понекад уводи у циклус соларних богова. Истом циклусу припадала је и богиња природе, живота и рађања – Иштар, која је персонификована у виде звезде Венере, 'сјајне зубље неба и земље'. Обожавање небеских тела ( астрални култ) довео је до појаве сложеног астролошког система прорицања будућности на основу положаја планета и звезда на небу. Сумерски и вавилонски свештеници са висине кула својих храмова будно су пратили кретање небеских тела.
Читав тај стари и сложени култ природе у доба робовског поретка и постанка патријархалне породице стајао је у тесној вези са култом предака. Врховни бог Ану обично је називан 'оцем' богова. Има старосумерске богиње Нинмах значило је „ богиња-мајка, а име бога Тамуза – „ истински син. Живи остаци тога старинског култа предака били су „ божанство куће, „ дух чувар куће и култ домаћег огњишта. Тај старински култ предака стајао је у тесној вези са веровањем у загробни живот, које је нашло свој спољашњи израз у загробном култу. Још у доба I династије Ура обични људи сахрањивани су или у згрченом положају у простим јамама, или је пак покојниково тело увијано у рогозину и сахрањивано у глиненом саркофагу. Цареви и царице сахрањивани су у великим гробницама, и заједно са њима закопавана је велика количина драгоцених и луксузних предмета и приликом погреба приношене су људске жртве.
Обожавање природе, астрални култ и поштовање предака образовали су сложен систем религијских веровања у доба појаве у Месопотамији најстаријих земљорадничких општина. Управо због тога стекли су у старој Месопотамији тако велики значај чисто аграрни култови, везани за обожавање земље, воде и сунца као и култ бога природе Тамуза, који умире и поново васкрсава и који се јавља у виду снаге воде и житу што клија.

### Религија и морал
```
У вавилонској религији је био присутан морални аспект, јер се веровало да добро понашање, које укључује приношење жртава и обожавање богова, заслужује божанску милост мада опет, неки и нису баш били опчињени том идејом. У сваком случају, многи богови се нису понашали у складу са исправним и овде првенствено наводим интригантан случај када богиња Иштар покушава да заведе Гилгамеша. Овај херој међутим одбија све њене покушаје, оглашавајући је злом, јер је исти бол који је могла нанети и њему, већ нанела и свим њеним бившим љубавницима.
```

### Молитве и химне
```
Молитве и химне су век заузимале место у култним ритуалима и неке од њих се сматрају и одличним делима литературе. Ту спада химна Шамашу, богу сунца, који садржи 200 стихова и цитате попут:
```

```
„ И најдаље планине прекривене су твојом бриљантношћу,
Сјај твој испуњава целину ове земље,
Ти јеси онај који устаје изнад свих брда и река
Ти јеси онај који преко свих људи ове земље гледа,
```

```
Јер бог Еа, краљ мудраца свих, тебе је створио да владаш...
```

### Пророчанства
Вавилонци су у својој историји били покорени неколико пута и неки записи у литератури говоре управо о томе. Један од интересантних историографских записа је и пророчанство. То је био литерарни текст, који је описивао прошле догађаје у терминима прорицања, онако како је аутор предвиђао да ће се догодити. Имајући услед тога успостављен ауторитет, наставио је са истинским прорицањем које је имало разноликост форми у зависности од намене. Оно је уједно било и претходник многих окултних религија и мистичних књига...

### Храмови и ритуали
```
Брига и умилошћавање богова у великим храмовима била је свакодневна активност. Усавршени ритуали су подразумевали учешће и подршку многих људи унутар храма и касније су се развили у дневно приношење жртава, чишћење одеће божанских статуа и само прочишћавање храмова. Дарови су приношени од стране земљопоседника, опрему су обезбеђивали краљеви и богаташи, а приносили су се и повремени дарови од ратног плена.
```

Особље храма је користило те дарове. Сваки култ је имао свој фестивал, од којих је главни био Акиту или Новогодишњи велики фестивал бога Мардука, у Вавилону. Славља су трајала данима и укључивала процесије суседних божанстава као нпр. Набу у Вавилону и главна парада Мардука праћена од стране краља, од дворца до изван градских зидина. Ако би пропала прослава због политичких проблема или других разлога, сматрало се питањем живота и смрти. И, кад год би се то догодило, остављало је дубоке последице на историју становништва.
- Опасани градови и дворци – Хамурабијев закон нам открива да су Вавилонци креирали прву „ пословну цивилизацију. Активност Вавилонаца су се одвијале у опасаним градовима. Сваки град је имао своје божанство и степенасти храм. Храм је поседовао земљу, робове, животиње и драго камење.
- Банка храма – Храм је такође служио као банка за улагање заједничке уштеђевине становника. Главни свештеник храма је на тај начин постајао пословни човек и банкар.

### Зигурати
Један од најважнијих и најпознатијих аспеката вавилонске религије и традиције јесте зигурат.
Зигурати су били велике степенасте грађевине, са храмом на врху, високо изнад земље. Храм је бивао посвећен градском божанству. Градски зигурат је био највидљивија грађевина са које се могао уочити свако ко прилази граду. Стога, зигурат није био само верско средиште, већ и средиште грађанског поноса. Ниједан грађанин није могао да не види зигурат. Били су грађени у огромним димензијама: у време Хамурабија достизале су и висину од 150 ft (46 m). Око основе могло је бити још храмова или смештаја за свештенике.
Неки од најранијих, првих зигурата изградио је Ур-Наму (2112 – 2095. п. н. е.), каснији сумерски краљ Ура. Ови су били грађени у три нивоа, док су каснији имали и по седам.
Сличне грађевине зигуратима откривене су и на другој страни света, у централној Америци. Астеци и други који су насељавали ту област, градили су велике степенасте грађевине за обожавање својих богова. Свакако, ово је било 3000 година после месопотамских зигурата.
Какву су улогу зигурати имали у религији? Зигурати су грађени да 'дохвате небеса', стога да би богови били дозвани и обожавани. Очигледно је све могло бити и при земљи, али овако су били 'ближе боговима'.
Вавилонци и други њихове религије давали су богате понуде боговима и градили предивне храмове. Слично су градили зигурате. Величина и сјај зигурата показивала је посвећеност града и краља своме богу. Градили су храмове и другим боговима, али зигурат је био посвећен само богу тог града.

#### Вавилонска кула
О зигурату који је био саграђен у Вавилону у Хамурабијево доба знамо веома мало, али постоји велика документација о зигурату који је постојао у доба Набукодоносора II, који је прогнао Јевреје.
Овај зигурат је већ био стар у време његове владавине и могуће је да је био исти као и онај који је постојао у време владавине Хамурабија. Његово вавилонско име било је Етеменаки, што у преводу значи: Кућа платформе неба и земље.
Овај храм је често довођен у везу са Вавилонском кулом, коју су људи градили супарничком богу. Свакако је овако морао изгледати Израелитским посматрачима чији градови нису били већи од данашњих села. Прво су били суочени са величином града, који се у то време простирао са обе стране Еуфрата. Вавилон у време Набукодоносора II, био је велики за данашње стандарде. У граду, видевши зигурат, имали су утисак да могу додирнути небо, будући да су живели у малим, приземним кућама. Многи Јевреји би видели зигурат сопственим очима, када су били прогнани у Вавилон (око 600-е године п. н. е.). То би их ван сваке сумње подсетило на догађаје у Бабеловој кули.
Библија врло мало говори о зигуратима, али постоје други извори који нам откривају много више. Нпр. Постоји вавилонска плоча која нам готово прецизира димензије зигурата у доба Набукодоносора II. Зигурат је увелико био у рушевинама када је Александар Велики дошао на ове просторе око 331. годене п. н. е.
Димензије вавилонског зигурата: Захваљујући плочи која је пронађена, ми данас знамо димензије зигурата. Од седам степеника једино нису познате димензије шестог степеника. Цео храм је био висок више од 300 m. Основну структуру од зигурата чиниле су степенице од глине, које су споља биле обложене циглом. До врха грађевине водила су широка степеништа са страна. Око основе зигурата налазили су се низови зграда: оставе, смештаји за свештенике и другима повезаним са храмом.

### Пантеон
Неки сумерски богови су:
- Енлил - бог земље и ветра
- Ану - бог неба и отац свих богова
- Шамаш - бог сунца и правде
- Син - бог месеца
- Еа - бог воде, бог мудрости и занатства
- Иштар - богиња љубави и рата
- Тамуз - бог вегетације и обављања природе

## Градови
Зна се да су постојали градови Урук, Нипур, Ума, Ларса, Ериду, Лагаш, Ур, Ерех, Киш... Ур је сумерски град на источној обали Еуфрата. Археолози су га открили у 19 веку. Град је био опасан високим зидом испод кога се простирао широки канал. Улице су биле уске и поплочане. У центру града налазио се зигурат, храм посвећен богу Нанару.

## Пропаст Сумера
Око 2370. п. н. е. Сумер је поразио Саргон од Акада. Међутим, Саргоновог унука Нарам-Сина поразила је војска из Ура. 1950. п. н. е. суседни народи почели су нападати на Сумер и пад је био близу. Сумерска цивилизација није пропала, већ се стопила са вавилонском.
Још док су у Европи живели људи неолита, Сумерци су достигли висок степен правне и друштвене организације.